# Truncus vagalis posterior
Der Truncus vagalis posterior ist ein parasympathischer Nervenast des Vagusnervs, der aus dem Plexus oesophageus entspringt. Zunächst handelt es sich um den rechten Vagusnerv, der auf der rechten Seite der Speiseröhre, zusammen mit dem linken Vagusnerv auf der linken Seite, die Speiseröhre entlang läuft. Durch die Drehung des Magens im Laufe der Embryonalentwicklung zieht der rechte Vagusnerv schließlich eher nach hinten und wird so zum Truncus vagalis posterior (lat. posterior für „hinten“); der linke Vagusnerv zieht eher nach vorn und wird zum Truncus vagalis anterior. Beide Trunci tauschen dabei in großem Maß Fasern miteinander aus, so dass der Truncus vagalis posterior auch Fasern des linken Vagusnervs enthält. Zum Großteil besteht er aber noch aus Fasern des rechten Vagusnervs.
Zusammen mit der Speiseröhre tritt der Truncus vagalis posterior schließlich durch den Hiatus oesophageus (Durchtrittsöffnung des Zwerchfells für die Speiseröhre) hindurch und spaltet sich dann auf: Der kleinere Teil der Nervenfasern bildet den Ramus gastricus und zieht auf den Magen, wo er den Plexus gastricus bildet. Der größere Teil bildet den Ramus coeliacus und trägt zur Bildung des Plexus coeliacus bei.